# Europa-Rosarium

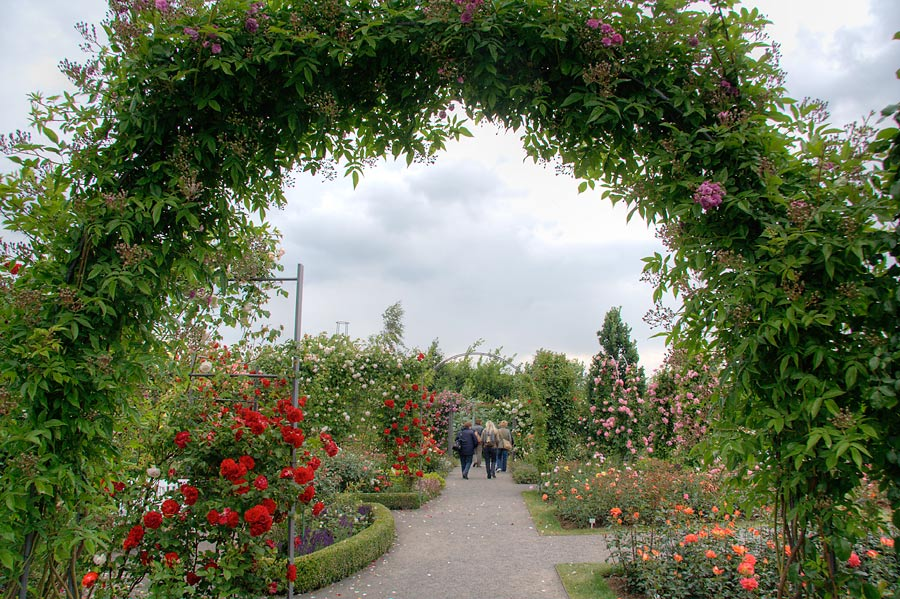
Rosarium Sangerhausen

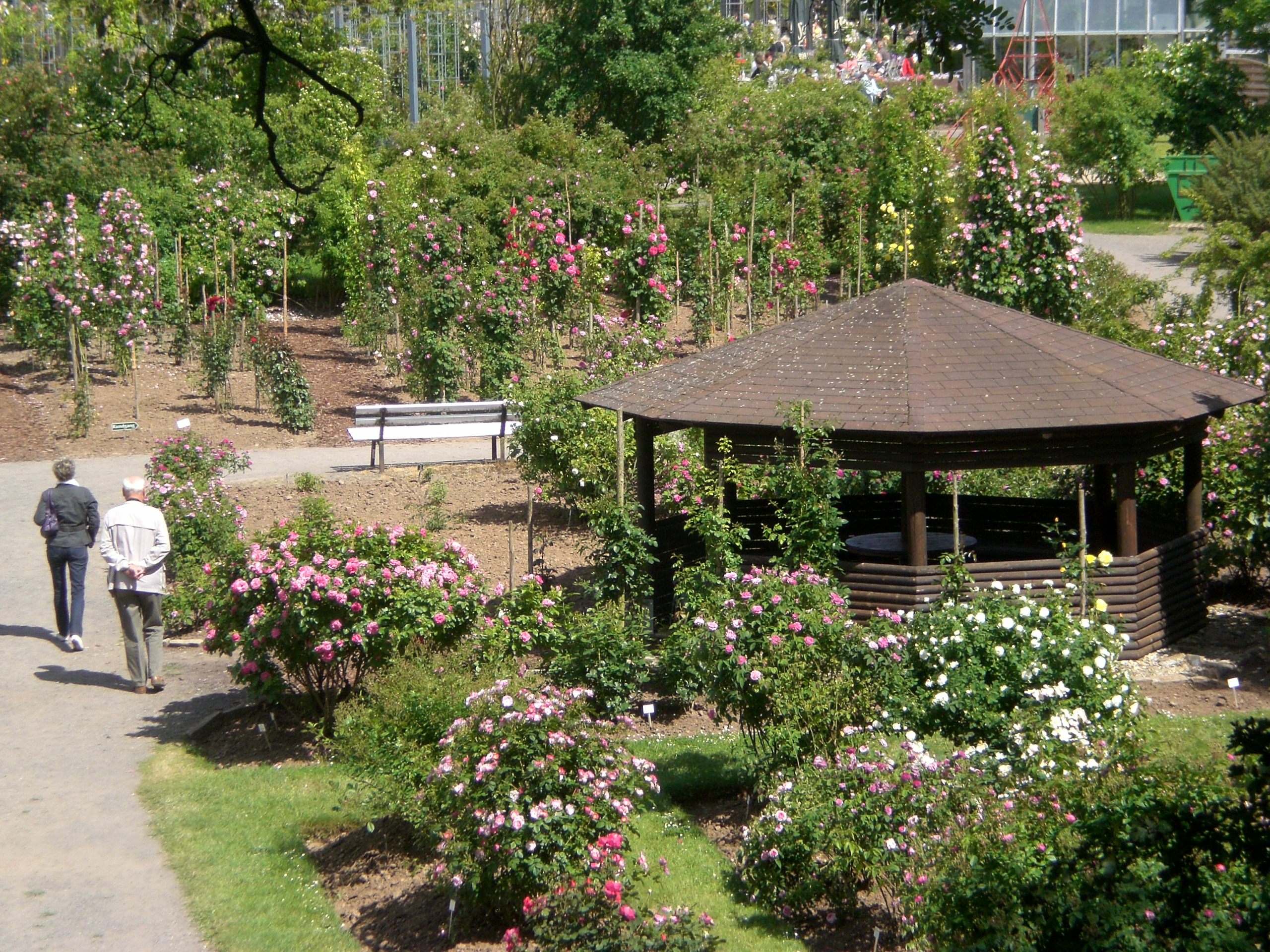
Zwischenpflanzung-Bereich mit Pavillon

Das Europa-Rosarium in Sangerhausen (Sachsen-Anhalt) besitzt die größte Rosensammlung der Welt. Heute sind mehr als 8600 Rosenarten und Rosensorten, über 57 Rosenklassen – insgesamt etwa 80.000 Rosensträucher auf einer Fläche von 13 Hektar aufgepflanzt. Darunter sind etwa 500 unterschiedliche Arten und Formen von Wildrosen. Das Rosarium wird von der GRF-Stiftung Europa-Rosarium Sangerhausen betrieben.

## Geschichte des Rosariums

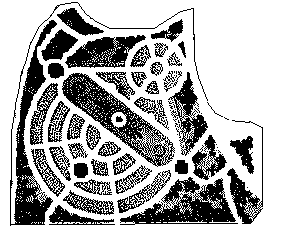
Planskizze von F. E. Doerr 1899

Das Rosarium Sangerhausen war zunächst vom Verein Deutscher Rosenfreunde (VDR) als Sammelstelle für neu eingeführte Rosensorten gedacht. Peter Lambert – Rosenzüchter aus Trier und Gründungsmitglied des VDR – schlug 1897 vor, ein Vereinsrosarium zu schaffen. Der Rosensammler Albert Hoffmann stiftete seine Sammlung mit rund 1100 Rosensorten als Grundstock für das Rosarium. 1899 wurde vom Gartenarchitekten Friedrich Erich Doerr ein formaler Rosengarten entworfen, der 1902 um einen landwirtschaftlichen Teil erweitert wurde. Nach fünf Jahren wurde das Rosarium Sangerhausen auf einer Fläche von 1,5 Hektar am 3. Juli 1903 zum Kongress Deutscher Rosenfreunde der Öffentlichkeit zugänglich gemacht.
Die Wildrosensammlung des Botanikers Georg Dieck aus Zöschen mit 450 Rosensorten wurde 1900 auf der Weltausstellung in Paris ausgestellt. 1909 wurde seine Sammlung in das Rosarium Sangerhausen aufgenommen. 1927 fand in Sangerhausen die erste Neuheitenprüfung von Rosensorten statt. 1933 legte der Mitbegründer und ab seiner Pensionierung 1922 ehrenamtliche Geschäftsleiter Ewald Gnau, Rosenprofessor genannt, seine Tätigkeit aus Protest gegen das Gleichschaltungsgesetz offiziell nieder. 1955 wurde ihm zu Ehren auf dem im Alpinum aufgestellten Findling eine Gedenkplakette angebracht. 1939 wurde das Rosarium, damals mit 5.000 Rosensorten, auf eine Fläche von 12,5 Hektar erweitert.
1947 wurden Jungpflanzen und die Bibliothek des VDR als Reparationsleistung zum Aufbau von Rosarien in die UdSSR nach Moskau, Leningrad und Kiew geschickt. 1964 wurde ein Ideenwettbewerb zur Neuordnung und Erweiterung des Rosariums veranstaltet. Nach den Gestaltungsvorschlägen wurde 1969 der Schaugarten auf dem Erweiterungsgelände angelegt. Seit 1977 wird im August das „Fest der 1000 Lichter“ als Rosenfest mit Feuerwerk und großer Parkillumination gefeiert. 1987 wurde ein Gartenteil mit 150 Rosensorten auf etwa einem Hektar Fläche neu gestaltet, der der Rosenzüchtung in der Deutschen Demokratischen Republik (DDR) gewidmet ist. 3000 Rosenpflanzen geben einen Überblick über 40 Jahre Rosenzucht der DDR.

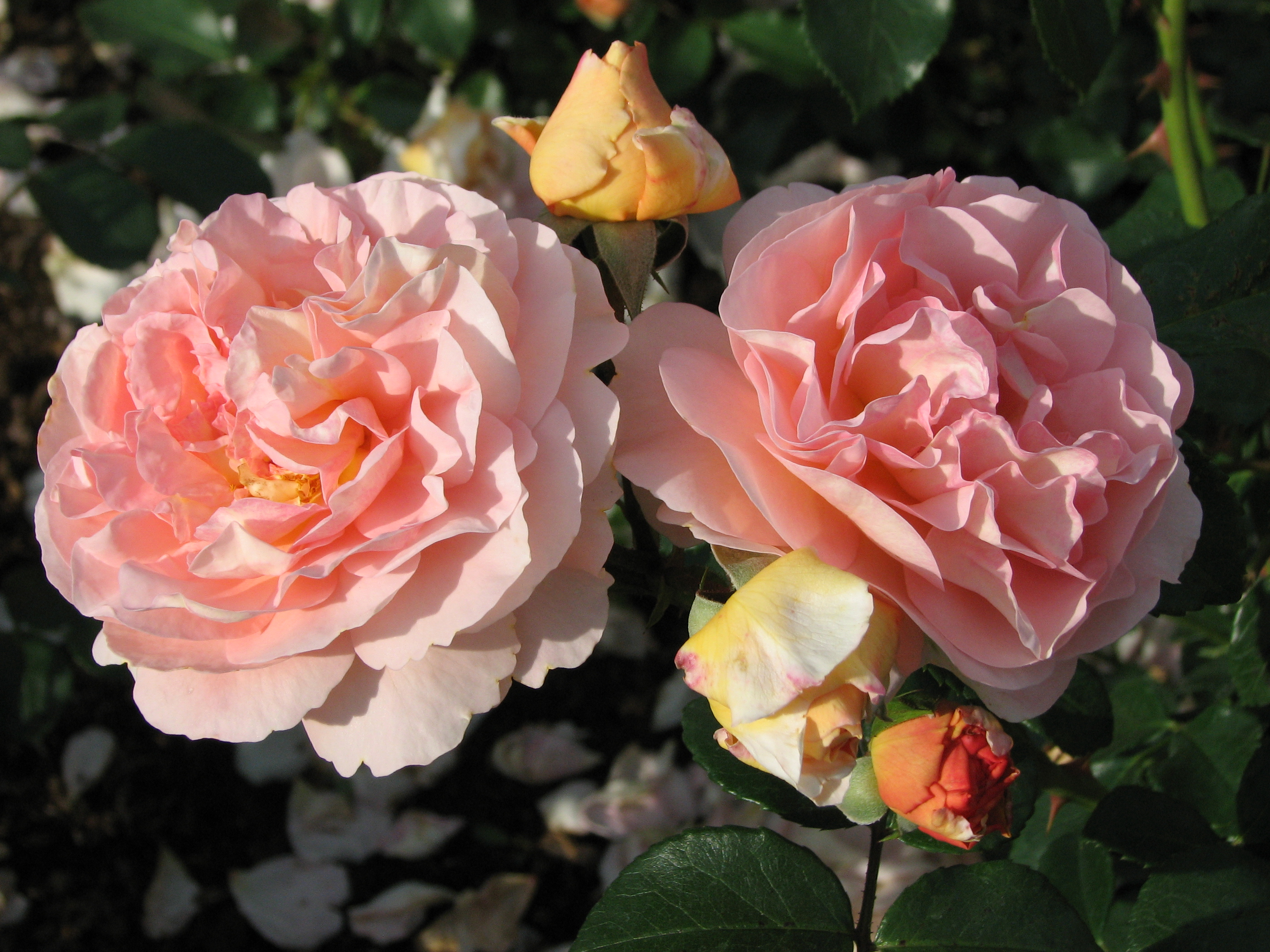
Sangerhauser Jubiläumsrose, Kordes 2003

1993 wurde das Rosarium Sangerhausen zum Europa-Rosarium und Sangerhausen zur Rosenstadt des VDR ernannt. Anlässlich des 100. Geburtstages wurden 2003 ein neuer Eingangsbereich, ein Restaurant und drei neue Gärten (Jubiläumsgarten, Rosenmeer und ADR-Garten) eröffnet. Die Rosensorte Sangerhauser Jubiläumsrose (Kordes) wurde vom Ministerpräsidenten Sachsen-Anhalts, Wolfgang Böhmer, im Jubiläumsgarten getauft. Im selben Jahr wurde das Rosarium zudem von der Weltrosenvereinigung (World Federation of Rose Societies) als Exzellenter Garten (Award of Garden Excellence) ausgezeichnet.
Um den Betrieb des Rosariums zu finanzieren und somit dessen Fortbestand zu sichern wurde 1994 die „VDR-Stiftung Europa-Rosarium Sangerhausen“ (heutiger Name „GRF-Stiftung Europa-Rosarium Sangerhausen“) gegründet.
In den letzten Jahren wurde das Rosarium durch ein Roseninformationszentrum, ein Glashaus und einen Duftgarten erweitert. Seit 2006 wird das Rosarium zusätzlich durch das Netzwerk Gartenträume Sachsen-Anhalt touristisch vermarktet.

## Schwerpunkte der Rosensammlung
Obwohl die Sammlung durch das Dritte Reich hindurch und über das Kriegsende 1945 hinaus bewahrt und ausgebaut werden konnte, erfüllte das Rosarium während der DDR nicht mehr den ursprünglichen Zweck und erwarb zwischen 1950 und 1990 nur wenige Neuheiten. Inzwischen wird jedoch der Sammlungsbestand durch Erwerbungen erweitert.
Die Sammlung ist eine lebendige Enzyklopädie und umfangreiche Sammlung der Rosensorten vor allem des frühen 20. Jahrhunderts. Als Schwerpunkte sind die Polyantha-Rosen, Remontant-Rosen, Noisette-Rosen und Rambler-Rosen, vielfach auch Raritäten, zu finden. Das Rosarium enthält auch eine Sammlung von Rosenzüchtungen aus ehemals kommunistischen Ländern.

## Galerie

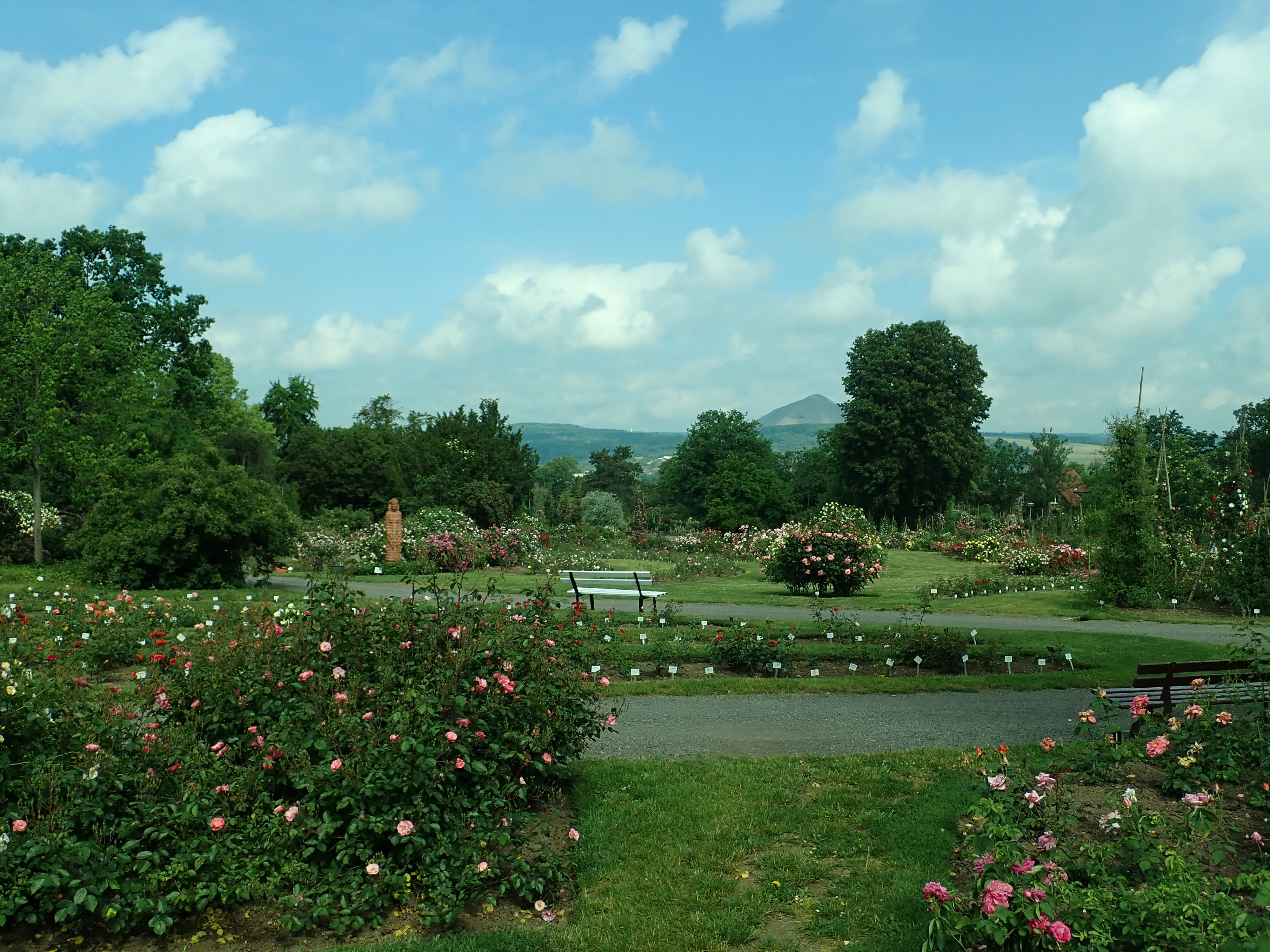
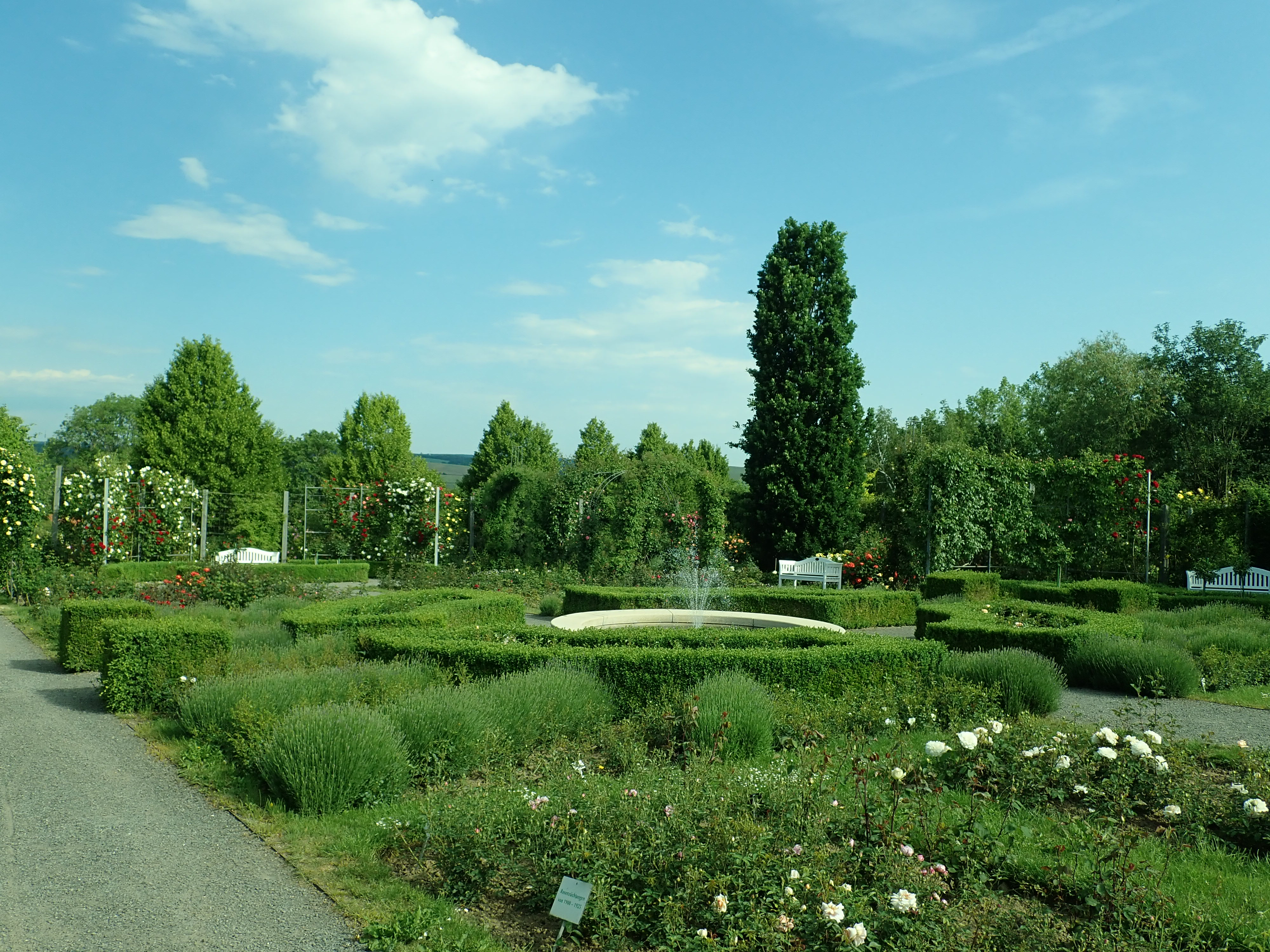
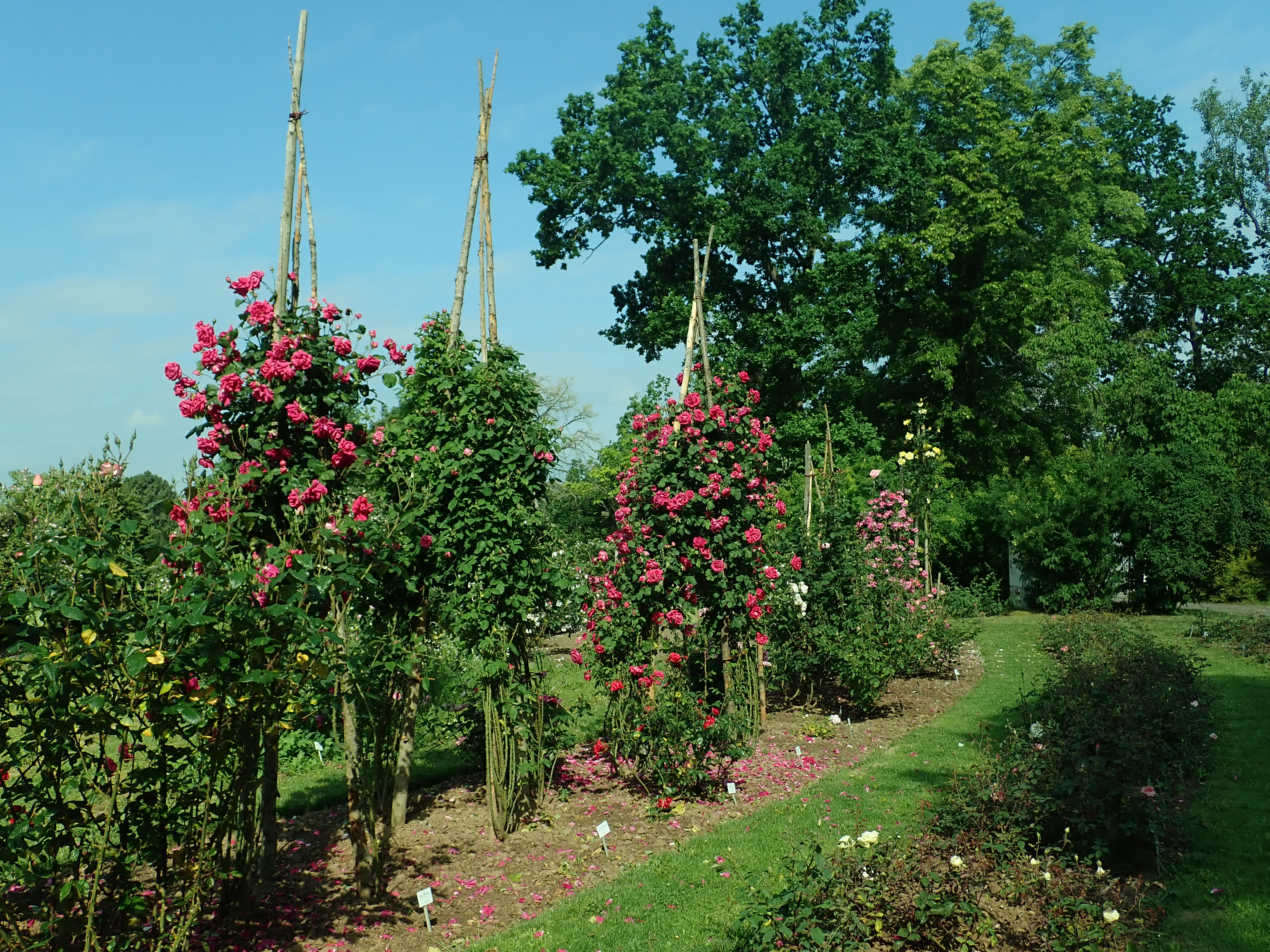
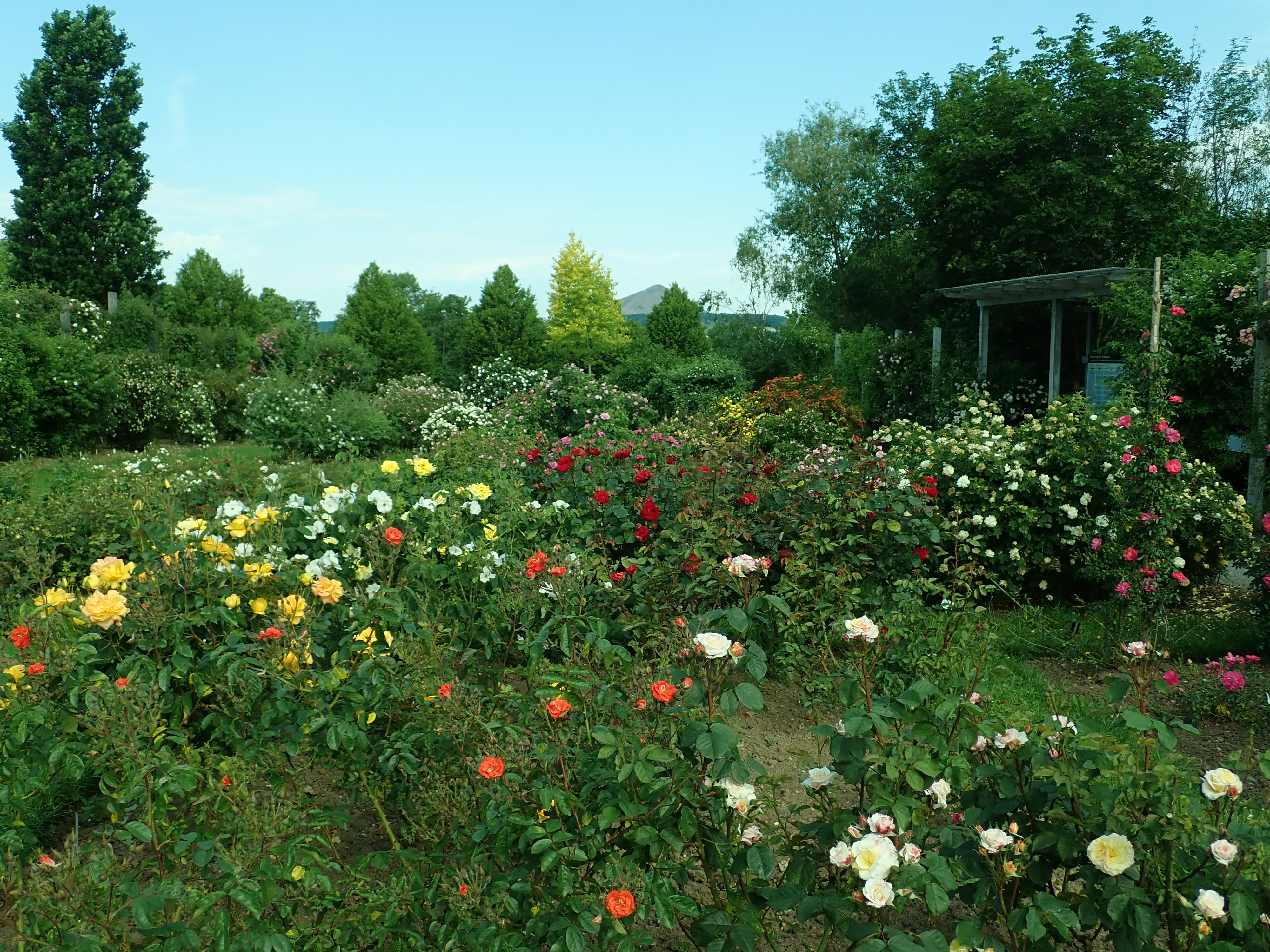
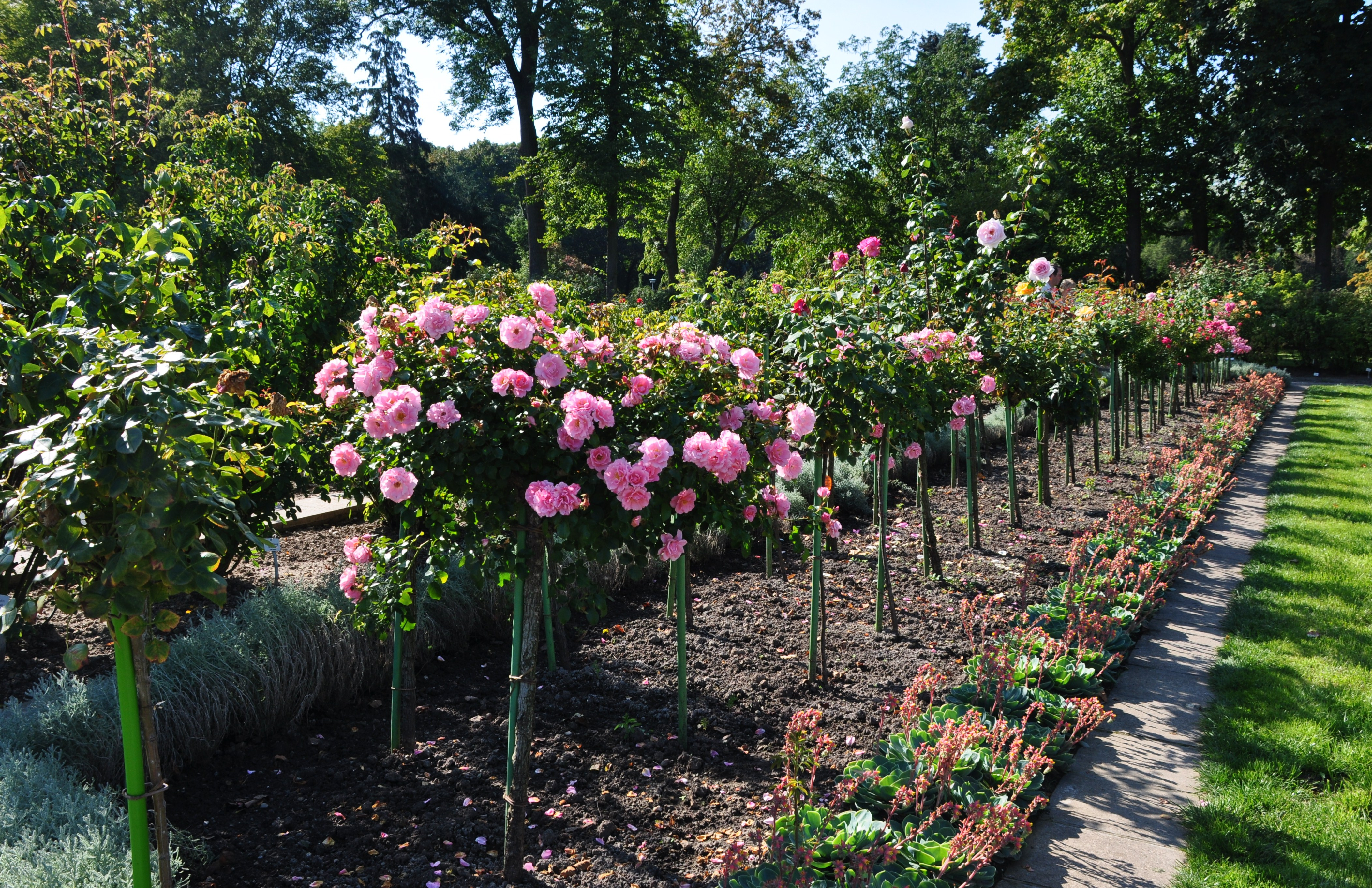
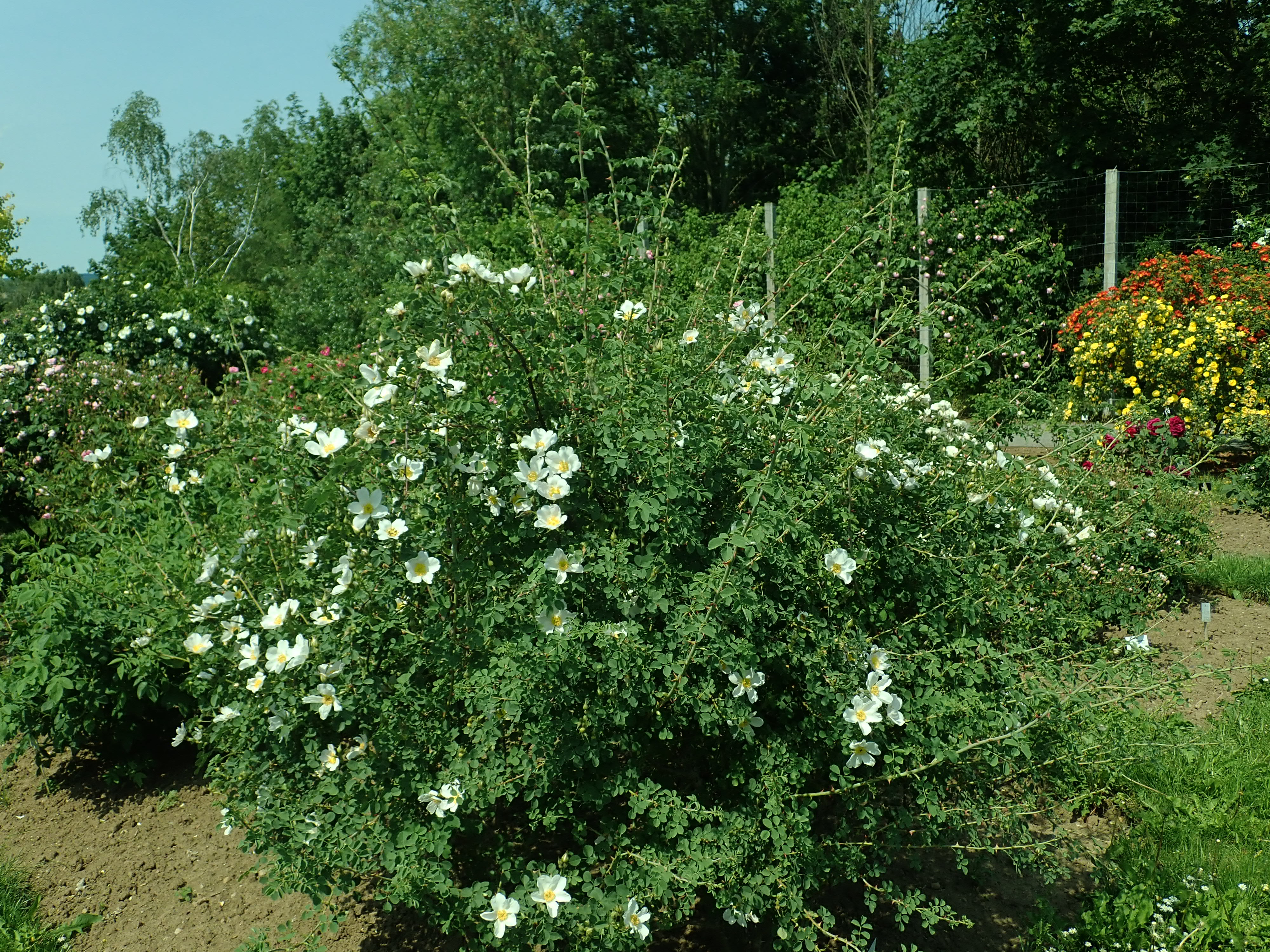

## Lage des Rosariums
Der Rosengarten liegt in einer kalten Region mit Temperaturen bis −25 °C (USDA-Zone 5b) auf 200 Metern über Meereshöhe mit einem Niederschlag von 500 Millimetern Regen im Jahr. Der Boden ist sandig und flachgründig mit neutralem pH-Wert.